# Leptochilus thwaitesianus
Leptochilus thwaitesianus är en stensöteväxtart som beskrevs av Fée. Leptochilus thwaitesianus ingår i släktet Leptochilus och familjen Polypodiaceae. Inga underarter finns listade.